# Lefkada (eiland)
Lefkada of Lefkas (Grieks: Λευκάδα, Katharevousa: Λευκάς) is een Grieks eiland in de Ionische Zee, verbonden met het vasteland via dijken en een pontonbrug. Het eiland was ook een departement (nomos). Een veerdienst onderhoudt verbindingen met de andere Ionische Eilanden Kefalonia, Ithaka en Meganisi. De gelijknamige hoofdstad Lefkada (10.000 inwoners) is gelegen in het noorden van het eiland.
Op het eiland zou de dichteres Sappho zelfmoord hebben gepleegd. Volgens sommigen is Lefkada, en niet het eiland dat nu Ithaca wordt genoemd, het Homerische Ithaca van Odysseus, aangezien de Odyssee vermeldt dat het eiland vanop het vasteland te voet kon worden bereikt.

## Geografie
Lefkada behoort tot de Eptanisa (Zeven Eilanden, een andere naam voor de grootste van de Ionische eilanden) en ligt in de Ionische zee voor de kust van Akarnania, het vasteland van Griekenland. 
Het eiland is verbonden met het vasteland van Griekenland door lange dijken met daartussenin een pontonbrug zodat men zonder pont het eiland kan bereiken.
Lefkada is het vierde van de zeven eilanden wat grootte betreft en bevindt zich ongeveer in het midden van de eilandengroep. Ten noorden van Lefkada ligt Corfu en ten zuiden liggen de eilanden Meganisi, Kefalonia en Ithaka.
Lefkada is het meest bergachtige van de Ionische eilanden. De hoogste bergtop op het eiland is de Elati (of Stavrota) met 1.158 meter hoogte. De vlakke gedeelten van het eiland beslaan slechts 27% van het eiland, de rest is heuvelachtig en bergachtig.
De kust van het eiland is grillig en het eiland heeft veel baaien. Rond het eiland bevinden zich ook enkele kleinere eilandjes, o.a. Kythros, Thilia, Skorpidi en Sparti die onbewoond zijn, en Madouri en Skorpios die privébezit zijn. Madouri behoort aan de familie van Aristotelis Valaoritis, een bekende Griekse dichter uit de Griekse geschiedenis en Skorpios behoort toe aan Jekaterina Rybolovlev, de dochter van de Russische miljardair Dmitri Rybolovlev. Skorpios behoorde tot medio 2013 toe aan de familie Onassis; Athina Onassis kreeg het eiland na de dood van haar moeder Christina. Op beide eilanden is het verboden aan land te gaan.
De totale oppervlakte van het eiland Lefkada is 303 vierkante kilometer en de totale lengte van de kustlijn bedraagt 117 kilometer. De lengte van het eiland is 35 kilometer en de breedte omstreeks 15 kilometer.

## Naam, mythologie en geschiedenis
De naam van het eiland Lefkada komt van het Griekse woord 'Lefkos' wat 'wit' betekent. Dit wordt geassocieerd met de witte rotsen van de landpunt van Lefkada het tegenwoordige Doukatos. In de oudheid heette deze kaap Leukas Petras (witte steen) en Leukas Akra (witte kant). Daarna werd de naam Lefkas gegeven aan de hoofdstad en later aan het hele eiland.
Homerus noemt het eiland in zijn boeken "vastelands kust" aangezien het in die periode deel uitmaakte van het vasteland. Andere verhalen schrijven de naam toe aan een jongeman, Lefkatas genoemd, die vanaf de grillige rotsen naar beneden sprong om aan zijn belagers te ontkomen.
Deze kaap, Doukato, wordt ook in de mythe rond Sappho genoemd. Deze dichteres die leefde in de zevende en zesde eeuw voor Christus, heeft zich, omdat haar liefde voor Phaon niet beantwoord werd, hier van de rotsen naar beneden gegooid. Menandros verwijst naar deze mythe in een gedicht.
De eerste inwoners van Lefkas waren volgens de mythologie de Leleges. De vader van de Homerische held Odysseus, Laertes, leider van de inwoners van buureiland Kefalonia, bezette Lefkas (toen nog Niriko), waar de plaats Nidri op het eiland nog altijd naar vernoemd is.
Archeologisch onderzoek heeft uitgewezen dat er menselijke beschaving aanwezig was op het eiland in de Neolithische periode wat was omstreeks de helft van het vierde millennium voor Christus.
Dorpfeld en Schliemann, twee Duitse archeologen, hebben tijdens opgravingen op het terrein Choirospilia (de Varkensgrot) dicht bij de baai van Afteri, lemmeten ontdekt van vuursteen, botten van dieren en scherven van vazen die tot dat tijdperk behoren. Dicht bij het dorpje Fryni, even buiten Lefkas stad, werden eveneens overblijfselen van deze Neolithische periode die deze theorie bevestigen.
Het eiland kende zware schade tijdens de Ionische aardbeving van 1953.

## Bestuurlijke indeling

### Eilanden
Naast het eiland Lefkada, bestaat het departement uit enkele kleine eilanden, waarvan Kalamos het grootste is. Dit zijn onder andere:
- Kalamos
- Kastos
- Meganisi
- Arkoudi
- Skorpios
- Sparti
- Kithros

### Plaatsen
Door de bestuurlijke herindeling (Programma Kallikrates) werden de departementen afgeschaft vanaf 2011. Het departement “Lefkada” werd een regionale eenheid (perifereiaki enotita). Er werden eveneens gemeentelijke herindelingen doorgevoerd, in de tabel hieronder “GEMEENTE” genoemd.
| Plaats                  | Hoofdplaats (vroeger) | Postcode | GEMEENTE | Hoofdplaats van de gemeente |
| ----------------------- | --------------------- | -------- | -------- | --------------------------- |
| Apollonioi (Apollonion) | Vasiliki              | 310 82   | Lefkada  | Lefkada                     |
| Ellomenos               | Nydri                 | 311 00   | Lefkada  | Lefkada                     |
| Karya                   |                       | 310 80   | Lefkada  | Lefkada                     |
| Lefkada                 |                       | 311 00   | Lefkada  | Lefkada                     |
| Meganisi                |                       | 310 83   | Meganisi | Meganisi                    |
| Sfakiotes               | Lazarata              | 310 80   | Lefkada  | Lefkada                     |
| Kalamos                 |                       | 310 81   | Lefkada  | Lefkada                     |
| Kastos                  |                       | 310 81   | Lefkada  | Lefkada                     |